# Masaki Takemiya
Masaki Takemiya (武宮 正樹?, Takemiya Masaki; Tokyo, 1º gennaio 1951) è un giocatore di go giapponese.

## Biografia
Masaki Takemiya imparò il Go da bambino e divenne allievo del dojo di Minoru Kitani. Divenne professionista nel 1965 e l'anno seguente era già quinto Dan, promozione straordinaria che gli fu riconosciuta per aver battuto giocatori di livello più alto del suo, conferendogli anche il soprannome di "assassino dei 9 Dan".
Divenne fin da subito celebre per il suo stile di gioco molto fantasioso e innovativo, che gli permise di conseguire diversi titoli, anche se in diverse occasioni ha subito cocenti sconfitte. Il 14 gennaio 2021 ha conseguito la sua 1200ª vittoria professionistica (con 764 sconfitte e due jigo), risultato ottenuto dopo 55 anni e nove mesi di carriera.
Fuori dal mondo del Go si è distinto anche come eccellente ballerino e giocatore di backgammon, al punto da aggiudicarsi il principale torneo giapponese battendo la professionista Akiko Yazawa.

## Titoli
| Nazionali                | Nazionali                 | Nazionali                        |
| Torneo                   | Vittorie                  | Finalista                        |
| ------------------------ | ------------------------- | -------------------------------- |
| Kisei                    |                           | 3 (1985, 1987, 1989)             |
| Meijin                   | 1 (1995)                  | 1 (1996)                         |
| Honinbo                  | 6 (1976, 1980, 1985–1988) | 4 (1974, 1977, 1981, 1989)       |
| Ōza                      |                           | 1 (1988)                         |
| Jūdan                    | 3 (1990–1992)             | 3 (1986, 1993, 2002)             |
| Gosei                    |                           | 1 (1977)                         |
| NHK Cup                  | 1 (1989)                  | 5 (1975, 1977, 1984, 1986, 2009) |
| NEC Cup                  | 2 (1981, 1985)            |                                  |
| Nihon Ki-in Championship |                           | 1 (1971)                         |
| Kakusei                  | 1 (1991)                  |                                  |
| Hayago Championship      | 2 (1978, 1989)            | 1 (1988)                         |
| Asahi Pro Best Ten       |                           | 1 (1974)                         |
| Prime Minister Cup       | 2 (1971, 1973)            |                                  |
| Igo Masters Cup          |                           | 1 (2015)                         |
| Totale                   | 18                        | 21                               |
| Internazionali           |                           |                                  |
| Fujitsu Cup              | 2 (1988, 1989)            |                                  |
| IBM Cup                  |                           | 1 (1988)                         |
| Asian TV Cup             | 4 (1989–1992)             |                                  |
| Totale                   | 6                         | 1                                |
| Totale in carriera       |                           |                                  |
| Totale                   | 24                        | 22                               |